# دنیل ناف
دنیل ناف (به انگلیسی: Daniel Knauf) گاهی با نام مستعار ولیفرد اشمیت یا کریس نیال شناخته می‌شود. او یک فیلم‌نامه‌نویس، نویسنده کتاب‌های کمیک، کارگردان و تهیه‌کننده آمریکایی است که بیشتر بخاطر سریال کارنیوال شناخته شده‌است.

## زندگی‌نامه
ناف در لس آنجلس، کالیفرنیا به دنیا آمد و بزرگ شد و به دانشگاه‌های کالیفرنیای جنوبی رفت و هنرهای زیبا خواند. او بعداً با مدرک لیسانس در زبان انگلیسی در ۱۹۸۲ از دانشگاه فارغ‌التحصیل شد. او آرزو داشت فیلم نامه‌نویس شود. اولین فیلم نامه او که در سال ۱۹۹۲ نوشت تبدیل به پیش‌نویس فیلم کارنیوال شد. این نسخه اولیه ۱۸۰ صفحه بود و از یک فیلم متوسط بسیار طولانی‌تر بود. پس این نسخه را کنار گذاشت تا یک روز آن را به رمان تبدیل کند. این داستان الهام گرفته از کارنیوال‌ها در کودکی او و علاقه او به چیزهای عجیب بود. بعد از اینکه در میانه دهه ۹۰ در اتحادیه نویسندگان آمریکا با چند نویسنده آشنا شد، فکر کرد شاید فیلم نامه‌اش بتواند به یک سریال تلویزیونی تبدیل شود. اولین قدم را برداشت و قسمت آزمایشی را ساخت ولی وقتی نتوانست پروژه را تیه کند آن را دوباره کنار گذاشت.
ناف به نویسندگی در فیلم تلویزیونی سال ۱۹۹۴ به نام عدالت کور پرداخت و با ساخت وبسایت خودش، به‌طور آنلاین خلاصه و ماجرای کارنیوال را نوشت. در سال ۲۰۰۱، برای مجموعه تلویزیونی دریاچه گرگ نویسندگی، کارگردانی و تهیه‌کنندگی کرد. تا اینکه یک طلایه دار تهیه‌کنندگی تلویزیون، فیلم نامه کارنیوال را پیش تهیه‌کنندگان، اسکات وینانت و هووارد کلین آورد و بالاخره سریا تهیه شد؛ ۱۲ سال بعد از اینکه ناف اولین نسخه فیلم نامه را نوشت.
از آنجاییکه کارنیوال در سال ۲۰۰۵ کنسل شد، ناف تصمیم گرفت برای سریال‌های سوپرنچرال و سرد نویسندگی کند. هم چنین در سال ۲۰۰۸، در بدترین دشمن خودم نویسندگی کرد.
او و پسرش، چارلز ناف نسخه‌های ۷–۱۸ و ۲۱–۲۸ مرد آهنی را برای شرکت مارول کامیکس نوشته‌اند.